# Шмелевидка скабиозовая
Бражник скабиозовый или шмелевидка скабиозовая (лат. Hemaris tityus) (лат. , от др.-греч. Τῐτυός, Титий) — бабочка из семейства бражники.

## Описание
Размах крыльев 38—42 мм. Длина переднего крыла 17—21 мм. По внешнему виду бабочка напоминает шмеля. 

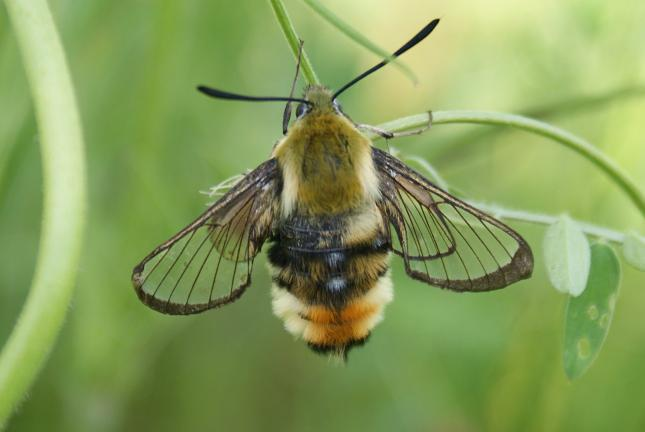

При выходе из куколки крылья бабочки покрыты красноватым чешуйчатым налётом, который исчезает во время первого полёта. Чешуйчатый покров на крыльях сохраняется в виде узкой тёмно-бурой каймы по внешнему краю, остальная часть крыльев прозрачная. Центральная ячейка передних крыльев без тёмной продольной линии посредине, жилки чёрные. 
Брюшко сверху пушистое. Тело бабочки желтовато-зелёное, брюшко с чёрной полосой посредине, за которой располагается оранжевая. Конец брюшка с коротким пучком волосовидных чешуек чёрного цвета. Усики веретеновидные. Самка немного крупнее самца, с бочкообразным брюшком.

## Ареал
Северная Африка, от Западной Европы до юга Сибири. На юге — до Монголии и севера Китая. Закавказье, Северный Иран, Северо-Западный и Восточный Казахстан, Северо-Западный Китай.

## Местообитания
Степные и лугово-степные территории, заросшие кустарниками балки, овраги, луга с природным разнотравьем, безлесные участки с низкорослыми кустарниками, поляны лесов, просеки. В городах может встречаться на пустырях и озеленённых территориях.

## Время лёта

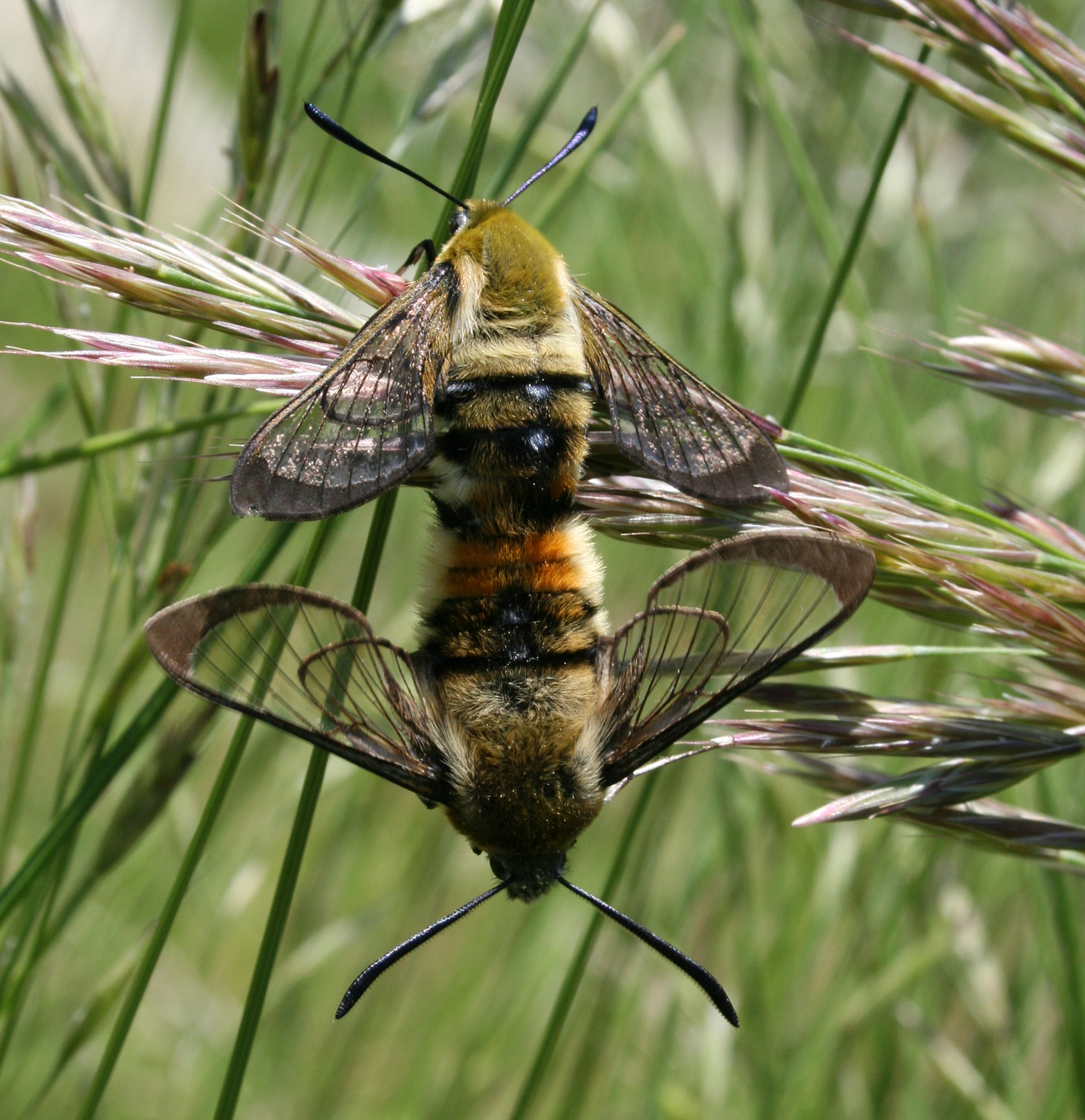
Спаривание

В течение года 2 поколения, лёт в мае—августе. Численность крайне невысокая. Активны днём в солнечную погоду.
Характеризуются стремительным полётом. Пьют нектар, не садясь на цветки, а зависают возле них в воздухе; перелетают рывками от цветка к цветку.

## Размножение

### Гусеница

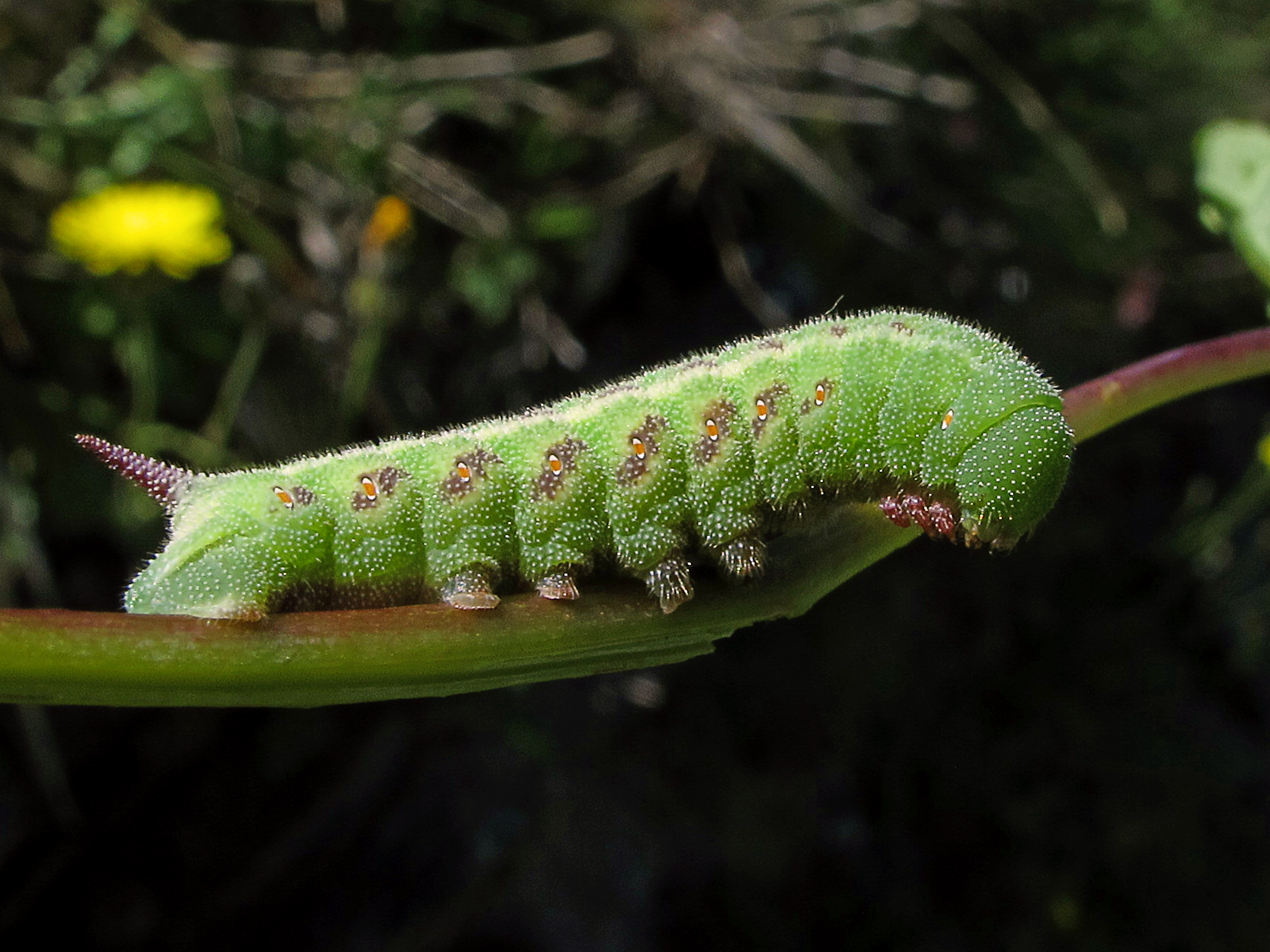

Гусеница зелёного цвета, с двумя белыми полосами, проходящими на спине. Рог на конце брюшка почти прямой, красно-бурый. Дыхальца по бокам тела с оранжево-красными кольцами.
Кормовые растения гусениц: скабиоза (Scabiosa), короставник (Knautia), ворсянка, реже жимолость.

### Куколка
Окукливание в рыхлом коконе на поверхности земли или в почве.